# Czan (zespół muzyczny)
Czan – zespół yassowy założony przez Tymona Tymańskiego, powstały wskutek zmian personalnych w poprzedzającym go projekcie Trupy.
Zespół nagrał jedną płytę, Samsara, wydaną w 1998 roku przez Biodro Records. Następnie w zmienionym składzie (Tomasza Hesse zastąpił Grzegorz Nawrocki) odbył trasę koncertową i został rozwiązany na początku 2000 roku.
Nazwa grupy nawiązuje do chińskiego buddyzmu chan (znanego na Zachodzie pod japońską nazwą zen).

## Skład
- Ryszard „Tymon” Tymański – wokal, gitara
- Tomasz „Święty” Hesse – bas (1998–1999)
- Grzegorz Nawrocki (1999–2000)
- Tomasz Gwinciński – gitara
- Przemysław „Pyza” Momot – perkusja (1997–1998)

## Dyskografia
- Samsara (1998)